# المخطط المعتمد على المنتج
المخطط المعتمد على المنتج يهدف إلى ترتيب محيط العمل ومعداته على نفس مسار تدفق العمل على شكل محطات عمل لإكمال تصنيع المنتج، بحيث أن كل محطة عمل تنجز جزءاً مخصصاً من المنتج النهائي، فلذلك يتطلب أن يكون خط سير المنتج قابلاً للتقسيم إلى مهمات صغيرة يؤديها العامل – الذي لا يشترط أن يكون خبيراً أو ماهراً بهذه المهمة - خلال وقت محدد.

## المميزات
1. بناءً إلى تصميم وترتيب محطات العمل فإن تدفق العمل يكون منتظماً ومعقولاً.
2. نظراً لأن العمل يتم على مراحل متتالية تقل الحاجة لتخزين المنتج خلال فترة التصنيع.
3. فترة التصنيع للمنتج عادة تكون قصيرة.
4. يوفر هذا الأسلوب معدل إنتاج عالي.
5. لا يتطلب تشغيل خط الإنتاج مهارة عالية من العاملين بل يمكن اكتسابها بسهولة من دون الحاجة إلى تكاليف باهضة للتدريب.
6. يسهل تخطيط الإنتاج وجدولته وبالتالي تسهل الرقابة والسيطرة عليه.
7. الكفاءة التصنيعية عالية.

## السلبيات
1. أي عطل أو توقف لأي معدة في خط الإنتاج قد يؤدي إلى توقف الخط بكامله، خصوصاً في المصانع الصغيرة.
2. إمكانية تغيير أو تعديل مواصفات المنتج النهائي محدودة، وقد تكون معدومة في بعض خطوط الإنتاج.
3. المنتج دائماً يكون في خطر الاستبعاد من المنافسة، إما لظهور منافس أقوى أو لقلة الطلب عليه في السوق.